# Liste der Einträge im National Register of Historic Places im Calhoun County (Texas)
Die Liste der Registered Historic Places im Calhoun County führt alle Bauwerke und historischen Stätten im texanischen Calhoun County auf, die in das National Register of Historic Places aufgenommen wurden.

## Aktuelle Einträge
| Lfd. Nr. | Name im NRHP                | Bild | Datum der Eintragung | Adresse/Lage     | Ort           | NRHP-ID  | Beschreibung |
| -------- | --------------------------- | ---- | -------------------- | ---------------- | ------------- | -------- | ------------ |
| 1        | A. C. Louwien Bakery        |      | 3. Dez. 1992         | 223 Main St.     | Port Lavaca   | 84001617 |              |
| 2        | Matagorda Island Lighthouse |      | 18. Sep. 1984        | Matagorda Island | Port O’Connor | 84001624 |              |